# Mallery Lake
Mallery Lake är en sjö i Kanada.   Den ligger i territoriet Nunavut, i den centrala delen av landet, 2 500 km nordväst om huvudstaden Ottawa. Mallery Lake ligger 135 meter över havet. Arean är 468 kvadratkilometer. Den sträcker sig 34,4 kilometer i nord-sydlig riktning, och 28,3 kilometer i öst-västlig riktning.
Trakten runt Mallery Lake är nära nog obefolkad, med mindre än två invånare per kvadratkilometer.